# Caverion Deutschland
Caverion Deutschland GmbH mit Sitz in München ist ein deutscher Anbieter für technische Gebäudeausrüstung in allen Gewerken sowie für Facility Services und Energiedienstleistungen. Caverion Deutschland ist eine Tochter der schwedischen Assemblin Caverion Group.

## Unternehmensgeschichte
Die Caverion Group entstand im Zuge der Ausgliederung der Bereiche Gebäudetechnik und Industrieservice aus der finnischen YIT-Gruppe im Jahr 2013. In Deutschland wurde dabei aus der YIT Germany die Caverion Deutschland GmbH.
YIT war 2008 mit der Übernahme des Bereichs Gebäudetechnik vom österreichischen Konzern MCE AG in den deutschen Markt eingetreten und erwarb zusätzlich die Landesgesellschaften in Österreich, Polen, der Tschechischen Republik und Rumänien. Die Ursprünge gehen in Deutschland zurück auf das Unternehmen Stangl, 1929 von Xaver Stangl als Handwerksbetrieb für Heizungsbau und Installationen im niederbayerischen Deggendorf gegründet.
2010 folgte die Akquisition der Caverion Group, die durch einen Management-Buy-Out aus der Firmengruppe M+W Zander entstanden ist. Die Namensrechte aus dieser Akquisition führten dazu, dass die 2013 ausgegliederten Unternehmensbereiche unter dem Namen Caverion selbständig wurden. Die Caverion-Gruppe ist als eigenständige Aktiengesellschaft an der Börse von Helsinki notiert.
2023 sicherte sich die Private-Equity-Gesellschaft Triton Partners die Mehrheitsbeteiligung an den Aktien der Caverion Gruppe. Bis 2024 erwarb Triton alle Aktien und nahm das Unternehmen in der Folge von der Börse. Die Notierung der Caverion Aktien auf der offiziellen Liste der Nasdaq Helsinki endete am 1. Juli 2024.
Im April 2024 schloss sich die Caverion Group mit dem schwedischen Unternehmen Assemblin zusammen und bildete die Assemblin Caverion Group mit Sitz in Stockholm, Schweden. Das neu geschaffene Unternehmen beschäftigt rund 21.000 Mitarbeitende und erwirtschaftete 2024 einen gemeinsamen Umsatz von 3,8 Mrd. Euro. Die Assemblin Caverion Group ist in Schweden, Finnland, Norwegen, Dänemark, Deutschland, Österreich, Estland, Lettland und Litauen aktiv.

## Tätigkeitsfeld
Das Unternehmen konstruiert und installiert versorgungstechnische Anlagen. Dazu gehören Heizung, Klima, Lüftung, Sanitär, Elektro- sowie Mess-, Steuer- und Regelungstechnik oder Brandschutz, wobei fortschrittliche Technik auf die individuellen Erfordernisse der Immobilie abgestimmt wird.
Nach der Fertigstellung von Gebäuden übernimmt das Unternehmen das technische und infrastrukturelle Gebäudemanagement. Die Servicedienstleistungen beinhalten den Betrieb der technischen Anlagen, die Instandhaltung, Überwachung sowie Stör- und Notdienste. Energiedienstleistungen wie Energieanalysen, Energieaudits nach DIN EN 16247-1 1 oder Energiemanagement gehören ebenfalls zum Leistungsspektrum.
Das Tätigkeitsfeld von Caverion Deutschland gliedert sich in die folgenden Bereiche:
- Gebäudetechnik: Heizung, Lüftung, Klima, Kälte, Sanitär, Elektro, MSR-Technik, Brandschutz, Gebäudeautomation, regenerative Energien
- Facility Services: Facilitymanagement, technisches und infrastrukturelles Management, technischer Gebäudeservice, FM-Consulting, Instandhaltung, Energieeinspar-Contracting

## Standorte
Der Hauptsitz des Unternehmens ist in München. Weitere Standorte sind in:
Aachen, Bochum, Burghausen, Deggendorf, Dresden, Erfurt, Greifswald, Halle (Saale), Hamburg, Hannover, Köln, Leipzig, Nürnberg und Stuttgart.